# Perlak (miasto)
Perlak – miasto w Indonezji w okręgu specjalnym Aceh na wyspie Sumatra.
Miasto obejmuje powierzchnie 318 km², na której w 2019 roku mieszkało ponad 48 tys. osób.
W XIII wieku ważny port morski, zajęty około 1292 roku przez muzułmanów.